# Isotomus theresae
Isotomus theresae là một loài bọ cánh cứng trong họ Cerambycidae.